# Imera (città antica)
Imera (in latino Himera, in greco antico: Ἱμέρα?, Himéra) fu una colonia greca di Sicilia, situata sulla costa nord dell'isola, presso la foce del fiume omonimo. Le sue rovine sorgono nel territorio di Termini Imerese, comune italiano della città metropolitana di Palermo.

## Storia
Fu fondata nel 648 a.C. da Calcidesi provenienti da Zancle, l'odierna Messina, e da esuli siracusani.
Nel 480 a.C. gli eserciti di Siracusa e di Akragas vi sconfissero quello cartaginese nella Battaglia di Imera avvenuta nella pianura prospiciente la città. Nello scontro perì anche il capo della spedizione punica, il generale Amilcare Magone. Nel 475 a.C. gli Imeresi, oppressi dal governo di Trasideo, figlio di Terone tiranno di Agrigento, dubitando dell'imparzialità del padre, si recarono da Ierone, tiranno di Siracusa. Al siracusano promisero che gli avrebbero consegnato la città e che lo avrebbero sostenuto in un'eventuale guerra contro Terone. Tuttavia Ierone, che voleva ristabilire buoni rapporti con Agrigento, tradì gli Imeresi e avvisò del complotto Terone. Costui, una volta verificate le informazioni, fece arrestare gli oppositori imeresi e li fece giustiziare. Per colmare i vuoti nella popolazione lasciati dagli uccisi, Terone chiamò a ripopolare la città i Dori e chiunque vi volesse vivere. Nel 471 a.C., morto Terone, gli Imeresi scacciarono Trasideo, costringendolo all'esilio. Nel 415 a.C., lo spartano Gilippo, diretto a Siracusa per assediare gli Ateniesi, sbarcò a Imera con quattro trieremi e qui rafforzò il suo esercito con rinforzi imeresi, geloi e selinuntini.

### La fine
Nel 409 a.C. i Cartaginesi intrapresero un intervento armato in Sicilia che stravolse gli equilibri politici e comportò la distruzione di alcune delle più importanti città greche. A capo della spedizione fu posto Annibale Magone, nipote di Amilcare, il generale cartaginese ucciso nello scontro di settant'anni prima. I Cartaginesi, che dopo la disfatta di Imera per circa 70 anni non erano più intervenuti in Sicilia, decisero di intervenire a seguito di un conflitto scoppiato per questioni di confine, tra Selinunte e Segesta, storica alleata dei punici. Una volta assediata ed espugnata Selinunte, la cui popolazione fu o massacrata o ridotta in schiavitù, le attenzioni dei Cartaginesi si rivolsero ad Imera. Memore della fine dei Selinuntini, parte della popolazione imerese venne evacuata a Messina, ma circa 3000 dei suoi abitanti, una volta caduta la città, vennero sacrificati, per ordine di Annibale, ai Mani del suo antenato, ucciso qui nel 480. Dopo questi eventi la città venne rasa al suolo e disabitata. Due anni dopo, gli esuli di Imera, assieme a coloni libici, fondarono a 12 km ad ovest dello storico insediamento di Thermai Himeraìai, l'odierna Termini Imerese.

## Sito archeologico

### Scavi

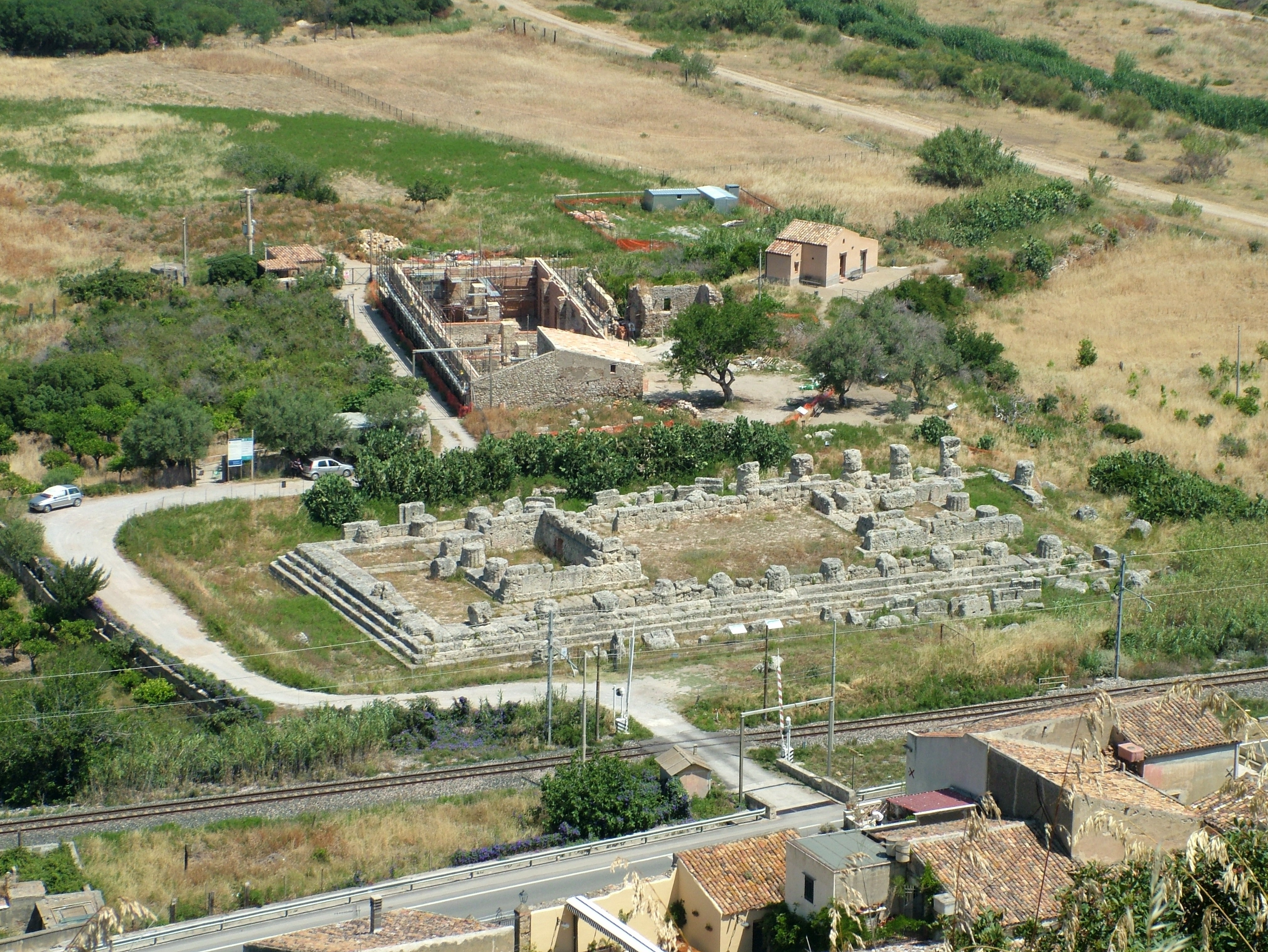
Il tempio della Vittoria

Il sito si sviluppa su un'area piuttosto vasta, di cui è stata scavata solo una minima parte. Le prime indagini ufficiali risalgono al 1861, sotto la direzione della Regia Commissione di Antichità, e in questa occasione vennero rilevati i primi resti del tempio dorico. L'anno successivo furono realizzati i primi saggi di scavo e portati alla luce i reperti delle gronde a teste leonine, recuperati e trasportati al Museo di Palermo.
Successivamente, dopo anni di attività sporadiche, nel 1927, Ettore Gabrici, Soprintendente di Palermo, inaugurò le indagini della necropoli orientale e nel 1930 l'archeologo Pirro Marconi avviò gli scavi del tempio dorico, dopo la demolizione del caseggiato di età medievale che sorgeva su di esso. A partire dal 1963 si attuò la collaborazione tra la Soprintendenza Archeologica di Palermo e l'Istituto d'Archeologia dell'Università di Palermo, grazie alle personalità di Achille Adriani e successivamente di Nicola Bonacasa, che furono i promotori di questa collaborazione. Da questo momento furono avviate annualmente indagini archeologiche sul Piano di Imera, indagando l'area sacra, la città alta e anche aree periferiche ed extraurbane, come le necropoli e i siti del territorio imerese.

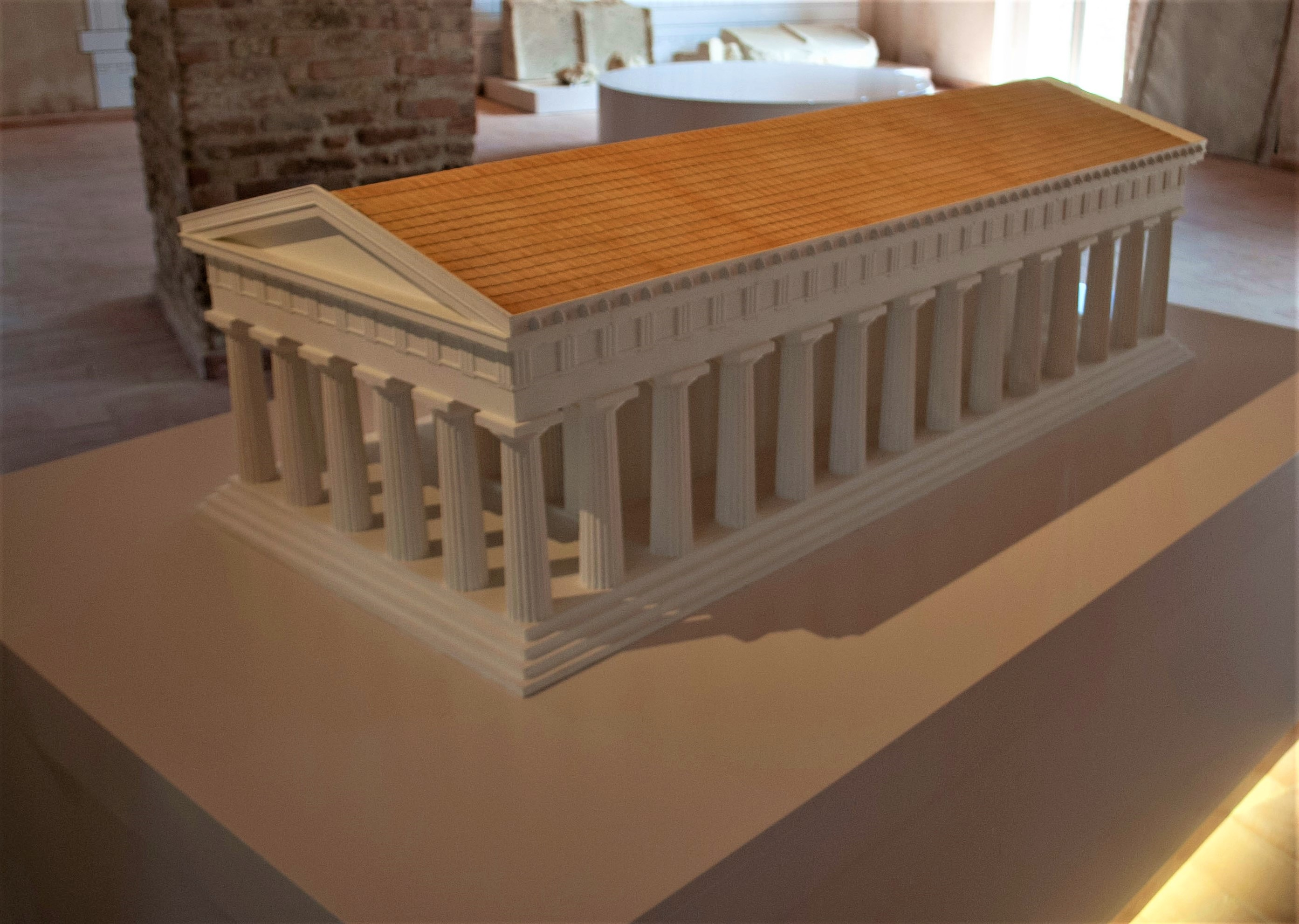
Museo Pirro Marconi, modello ricostruttivo del Tempio della Vittoria di Imera

Negli anni Ottanta e Novanta insieme alle indagini dell'università sono riprese anche quelle direttamente gestite dalla Soprintendenza, in particolare nell'area della città bassa, sul piano di Buonfornello. In questa area prima è stato indagato l'impianto urbanistico arcaico dell'abitato e successivamente, con l'estensione degli scavi sulla pianura costiera in località Pestavecchia, la necropoli orientale, da cui sono affiorate 2500 sepolture, segnalate a partire dagli anni Venti. Il patrimonio archeologico di reperti e resti osteologici costituisce il nucleo principale dell'Antiquarium Regionale di Himera.
Tra gli anni 1984 e 1987 furono condotte indagini ad opera della Soprintendenza di Palermo nell'area della città bassa in località Cancilia, denominato Quartiere Cancilia, a ridosso di una struttura alberghiera, non terminata in fase di lavori e attuale albergo Polis Himera, e delimitata a Nord dalla SS 113, intercettando l'impianto urbano della città di Imera e contribuendo ad ampliare la conoscenza dell'urbanistica della città antica.
Tra il settembre del 2008 e giugno del 2011 è stata realizzata una intensa attività di indagine in corrispondenza dell'area della necropoli occidentale della piana di Buonfornello, sotto la direzione della Soprintendenza di Palermo, lungo il percorso della linea ferroviaria Palermo-Messina con la collaborazione di un gruppo di professionisti del settore della ricerca nei campi dell'archeologia, dell'antropologia, del disegno e del restauro, portando alla luce e documentando circa 9500 tombe e recuperando 18000 reperti archeologici e 6000 scheletri.

### Area archeologica
L'area geografica del territorio dell'antica Imera si estende su un territorio molto vasto e coinvolge l'entroterra siciliano dei territori delle Madonie, le vallate fluviali del San Leonardo, del Torto e dell'Imera Settentrionale e il territorio della costa tirrenica di Buonfornello. Anche se l'antica colonia greca controllava questo vasto territorio le indagini degli scavi nel corso degli anni hanno coinvolto solo una piccola parte del territorio, determinando una limitata conoscenza archeologica del paesaggio antico.

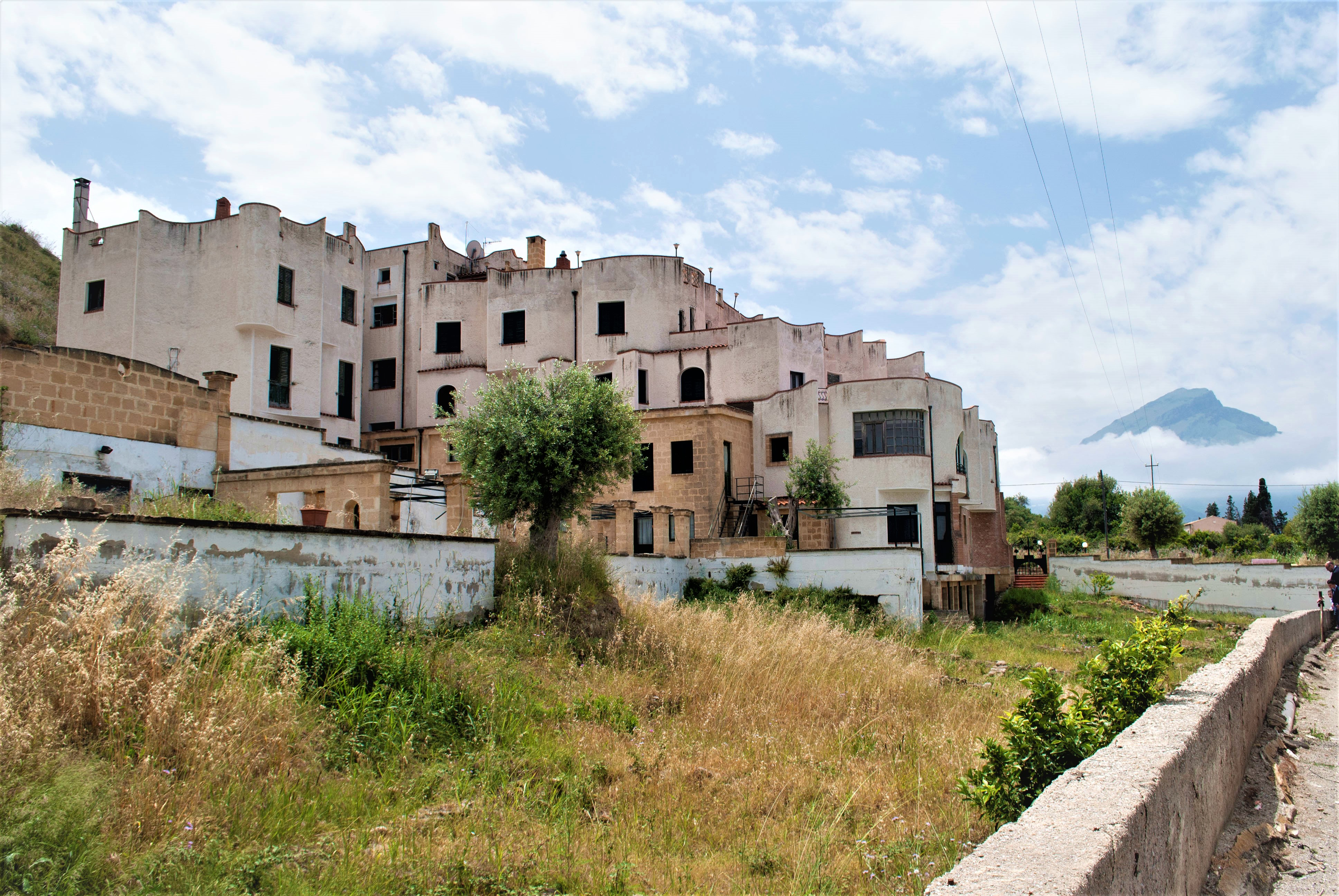
Quartiere Cancilia Himera con visione dell'albergo Polis Himera

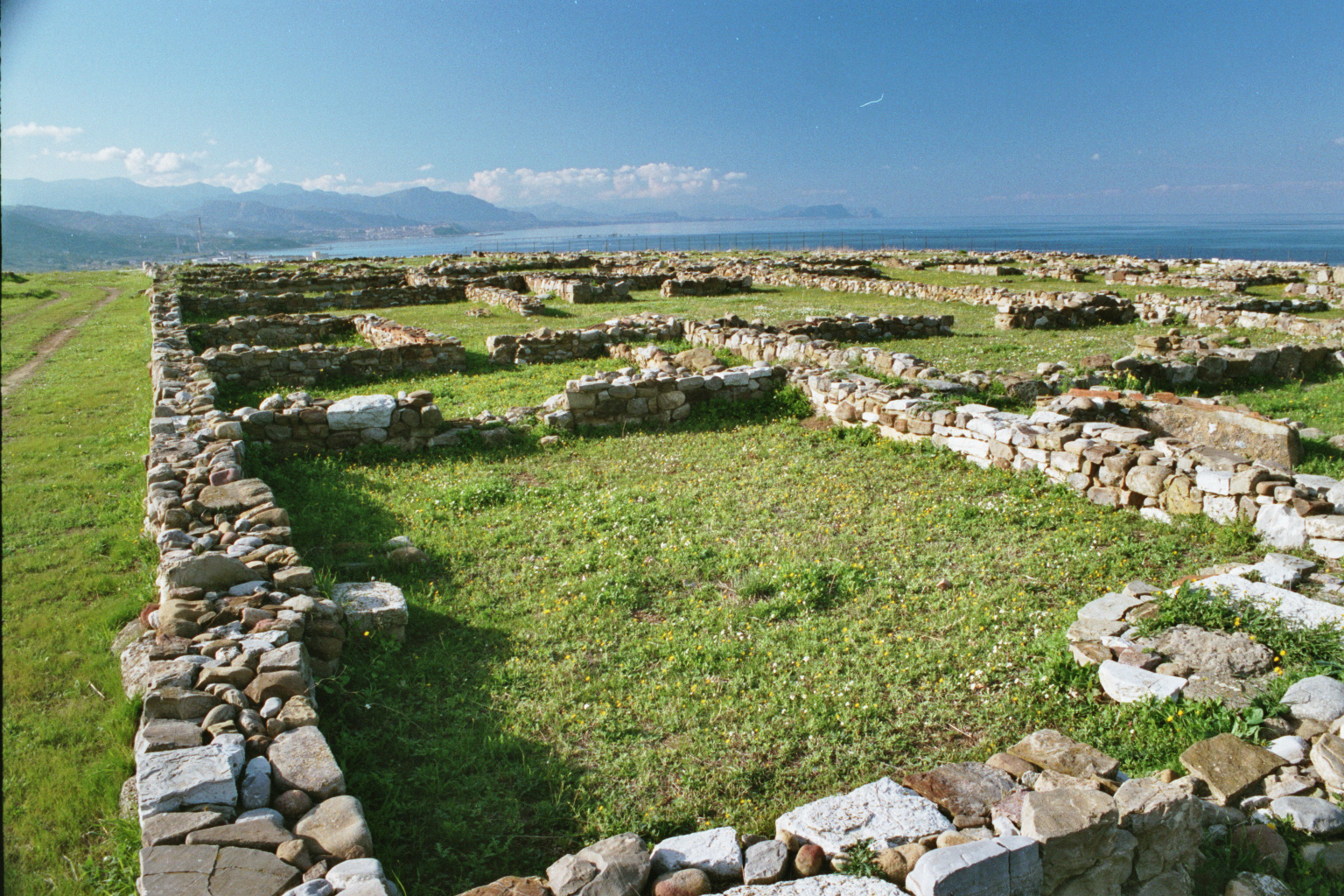
Area archeologica di Imera città alta

Le aree di interesse a cui fanno capo l'area archeologica sono quelle dell'abitato, diviso tradizionalmente in "città alta" e "città bassa", la necropoli Est in contrada Pestavecchia, la necropoli Sud in località Scacciapidocchi e la necropoli Ovest, che coinvolge due aree distinte sul piano del Tamburino e sulla Piana di Buonfornello. Infine, a queste si aggiungono le due fattorie ellenistico-romane, indagate una in prossimità della necropoli di Pestavecchia e l'altra in località Canne Masche, la villa romana di Buonfornello e il ponte romano sul fiume Imera.
L'area archeologica della "città alta", antistante l'Antiquarium di Himera, si sviluppa su tre piani (Piano Lungo, Piano di Imera e Piano del Tamburino), i quali presentano diverse strutture archeologiche indagate nel corso del tempo. Sul Piano di Imera è visitabile l'area sacra del Temenos di Athena, delimitato da un muro perimetrale e che comprende al suo interno edifici di culto del tipo a oikos, orientati nel senso est-ovest, degli altari e un propylon di accesso disposto sul lato occidentale dell'area. Accanto all'area sacra, il sito archeologico si estende verso sud e su di esso si colloca l'abitato di età arcaica, con un impianto risalente alla seconda metà del VII secolo a.C., di cui si conservano solo pochi resti e le cui testimonianze odierne si inquadrano alla fase urbanistica della prima metà del VI secolo a.C.: le strutture visitabili, perché coinvolte in indagini approfondite, riguardano gli isolati I-II-III, XII, XV-XVI. Tali isolati permettono di percepire la distribuzione delle case con la divisione dell'impianto urbano in platèiai e stenopoi e con delimitazioni degli ambitus. Alcune delle case dell'impianto urbanistico si installano sopra le testimonianze dell'insediamento preistorico dell'età del rame, su cui nello specifico è stato eretto un santuarietto urbano, del tipo a oikos e i cui reperti votivi ne fanno dedurre l'attribuzione alla dea Demetra. Sempre nell'area della città alta sono visitabili l'isolato Est sulle estreme pendici della città, a nord-est verso il fiume Imera, cronologicamente contemporaneo all'impianto urbanistico della prima metà del VI secolo a.C. Infine, al limite meridionale del Piano di Imera sono state portate in luce parte delle mura di fortificazione dell'abitato, che mettevano in connessione la città alla Necropoli di Scacciapidocchi.
L'area archeologica della "città bassa" interessa parte dell'impianto urbanistico della prima metà del VI secolo a.C., con una strutturazione a isolati orientati in senso nord-sud e strade a incroci sul sistema plateia-stenopos a costruire una maglia urbanistica regolare. Parte di questo tessuto urbano è visitabile nel quartiere Cancilia. All'inizio del V secolo a.C. in prossimità dell'agorà e del fiume fu costruito il Tempio della Vittoria, eretto dopo la vittoria del 480 a.C. dei Greci sui Cartaginesi e combattuta proprio sul territorio imerese. Per la costruzione del tempio e del santuario fu demolito parte del quartiere artigianale della città bassa di età arcaica, le cui testimonianze sono attestate dai saggi archeologici effettuati nel tempio, oggi visitabile. Della città bassa sono visitabili anche una piccola area di fortificazione nell'angolo nord-ovest dell'impianto urbano, databili tra la seconda metà del VI e il V secolo a.C., una struttura rafforzata da una torre quadrangolare della metà del V secolo a.C.

### Musei

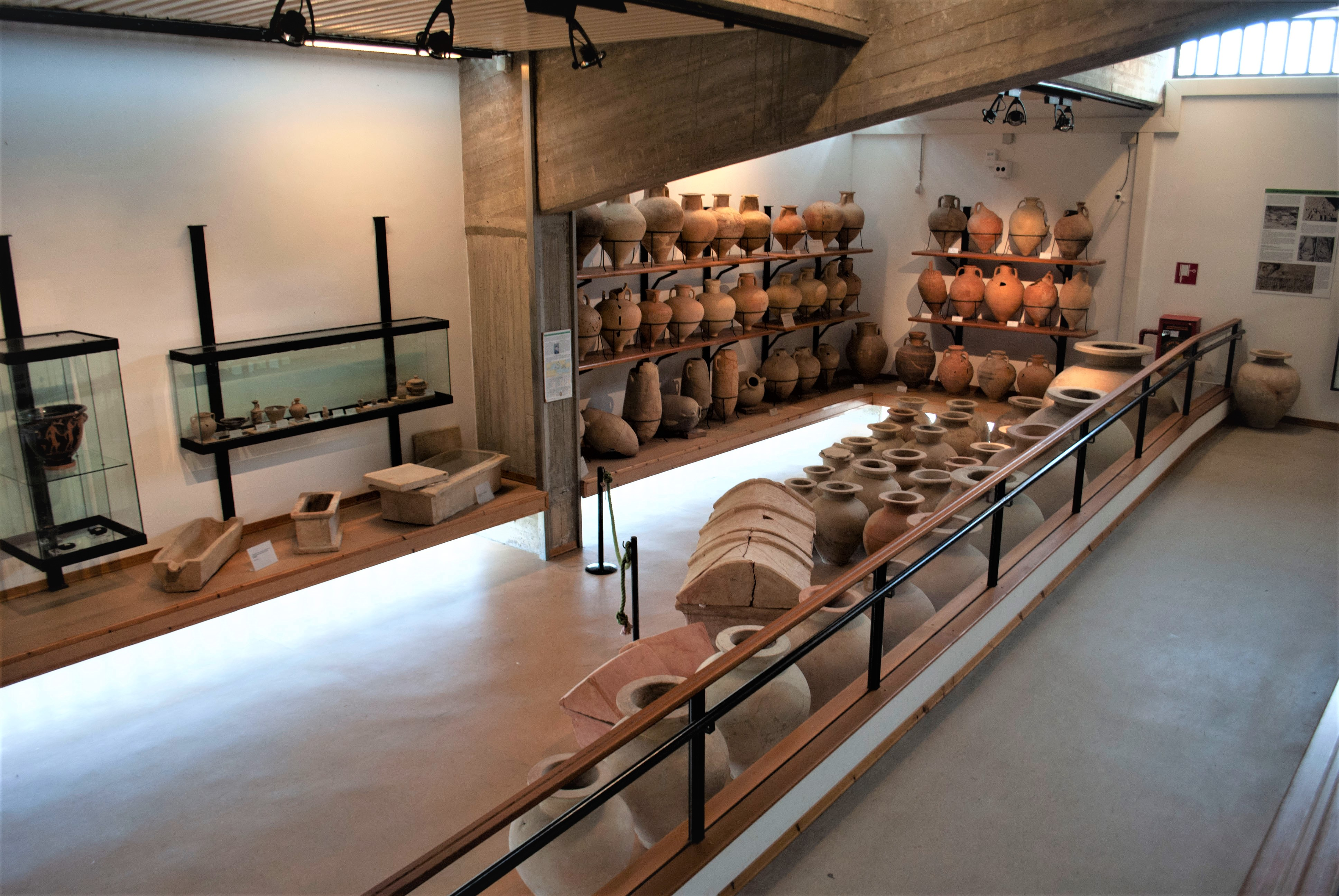
Antiquarium di Himera, livello inferiore, grandi contenitori da trasporto e necropoli

L'Antiquarium di Himera fu realizzato con il progetto dell'architetto Franco Minissi, inaugurato nel 1984 e dopo lunghi lavori di ristrutturazione riaperto nel 2001. Al suo interno sono conservati ed esposti i principali reperti rinvenuti durante gli scavi di Imera e nel territorio della Sicilia centro-settentrionale. L'esposizione al suo interno ricalca l'impianto urbanistico e tematico della città e si sviluppa su più livelli. La saletta introduttiva sintetizza la topografia e la storia degli scavi passati della colonia di Imera, ricostruendone la storia e custodendo i reperti monetari all'interno di un medagliere, ripercorrendo la storia della zecca della città antica.

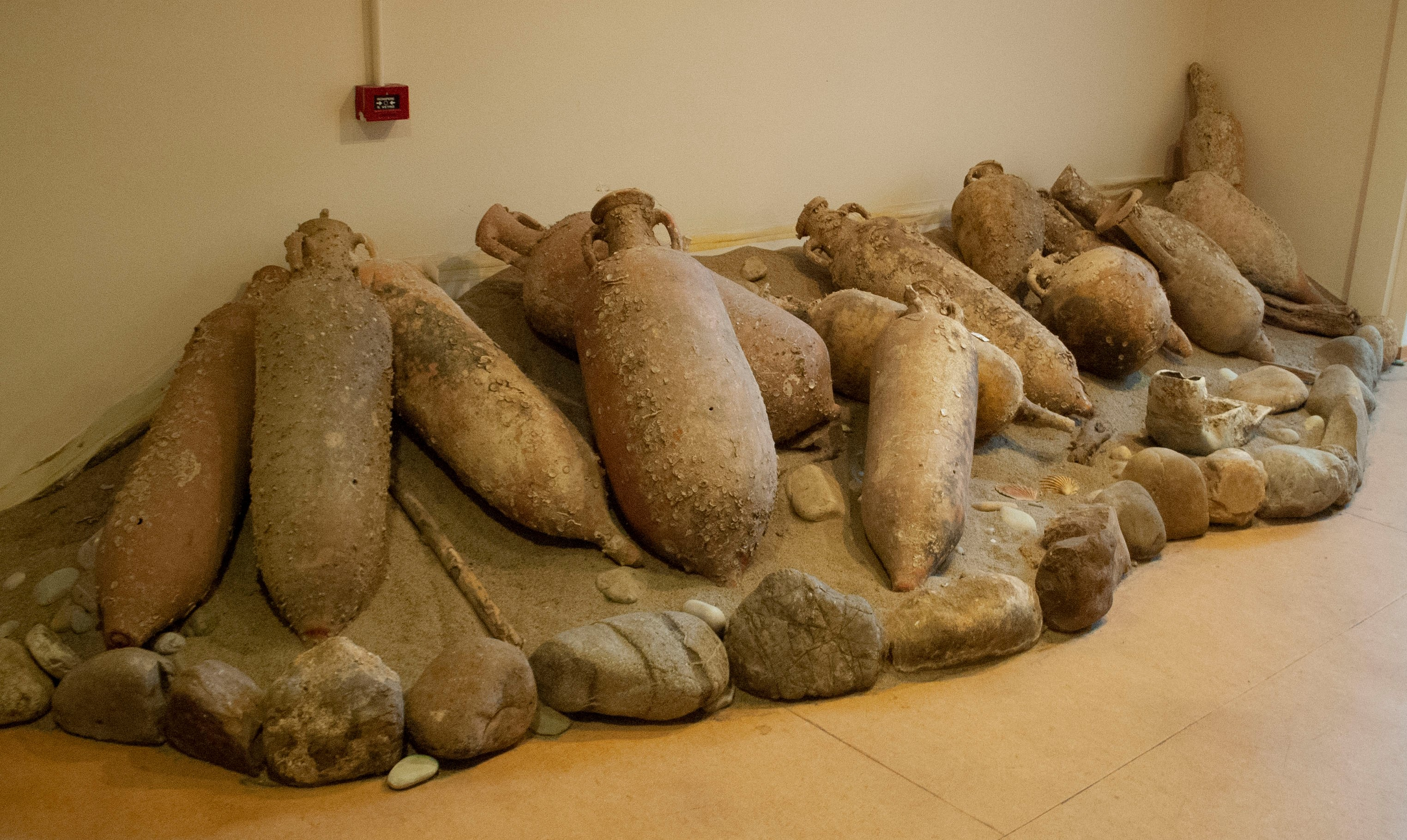
Antiquarium di Himera, reperti del relitto della Kalura

Il livello superiore è dedicato all'area sacra della città alta, con i reperti votivi e architettonici provenienti dal temenos di Athena. Il livello centrale si articola ripercorrendo le indagini di scavo dell'impianto urbanistico della città alta, analizzando i materiali rinvenuti all'interno degli ambienti indagati e analizzando topograficamente gli isolati studiati nel corso della storia degli scavi. Parte delle sezioni sono dedicate al culto domestico e al culto urbano praticato all'interno degli isolati della città alta. Il livello inferiore espone i reperti provenienti dalle tre grandi aree necropolari imeresi, rielaborando l'esposizione dei reperti e affrontando oltre che il contesto funerario, anche quello del commercio nel bacino del Mediterraneo tra età arcaica e classica. Dalle necropoli, grazie alla pratica dell'enchitrysmos, sono stati portati alla luce grandi contenitori usati per il trasporto e la conservazione di alimenti e bevande nell'antichità. Insieme alla presentazione delle pratiche funerarie e dei corredi rinvenuti all'interno delle tombe, uno spazio dell'esposizione è dedicato al calco della sepoltura RO1015, denominata tomba "degli sposi" datata a fine VI-inizi V secolo a.C. Parte della sezione del livello inferiore è suddivisa in aree dedicate alle scoperte al di fuori della colonia imerese. I reperti raccolti derivano principalmente dai siti indigeni ellenizzati sotto l'influenza di Imera e in particolare Terravecchia di Cuti, Monte Riparato, Mura Pregne con l'abitato di Brucato, il relitto della Kalura, i ritrovamenti della necropoli ellenistico-romana di Cefalù e il lacerto di mosaico della villa di Settefrati.

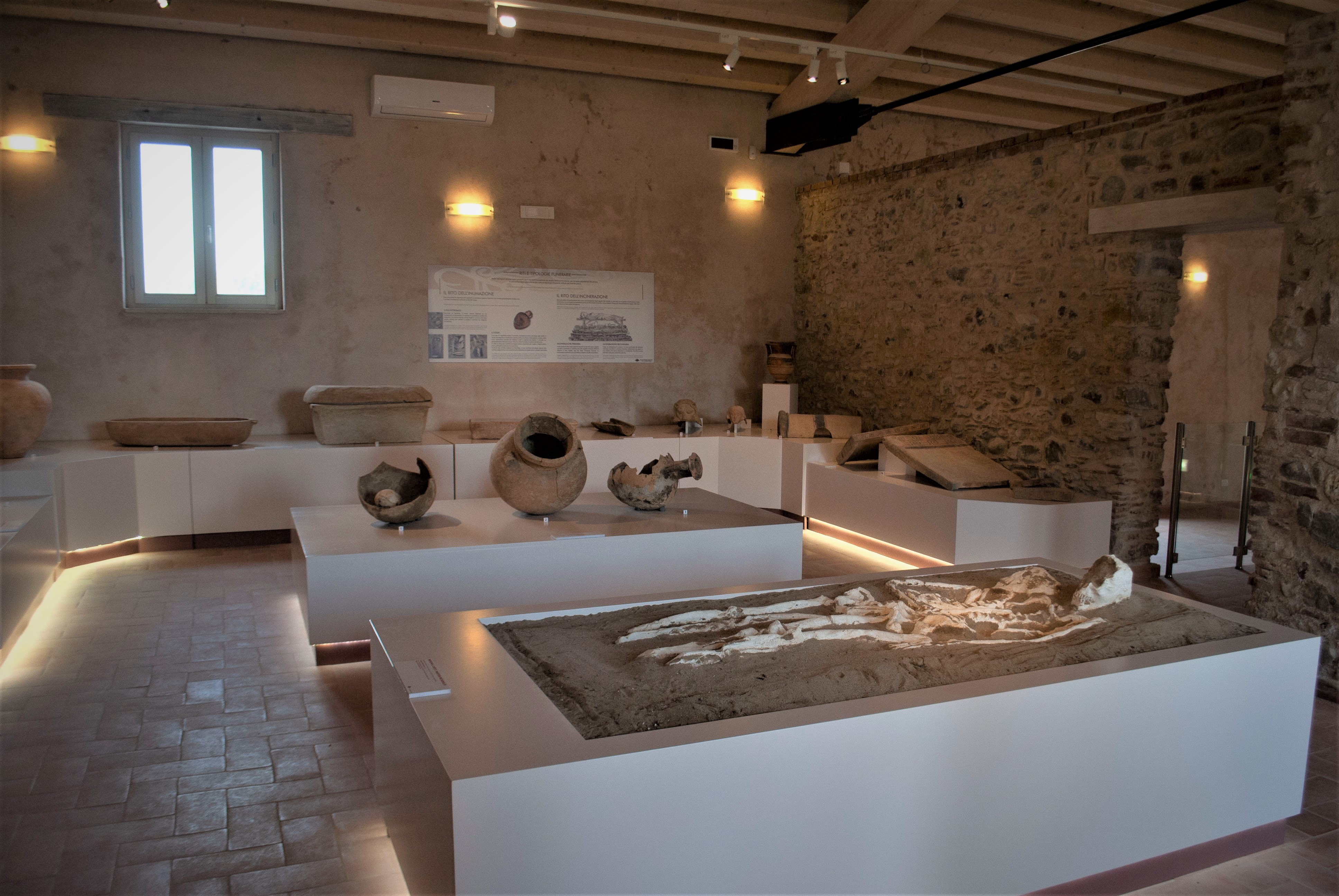
Museo Pirro Marconi, sala 3, necropoli occidentale

Nel giugno del 2016 è stato inaugurato il Museo Pirro Marconi, dopo i lavori di restauro del mulino e della casa contadina di epoca moderna siti nell'area all'interno del recinto sacro del Tempio della Vittoria. Negli anni Venti del XX secolo faceva parte di un nucleo di strutture risalenti al periodo medievale, che si installavano sopra il tempio stesso, rimosse dalle operazioni di indagine e di scavo di Pirro Marconi per riportare in luce il santuario. Dopo gli anni di indagine dell'area sacra e le scoperte della necropoli occidentale, il processo di recupero del moderno e della cultura rurale del territorio imerese hanno permesso di creare questa struttura che si snoda in sale tematiche e in connessione con la zona archeologica del Tempio della Vittoria. La sala 1 è introduttiva alla storia della colonia imerese e della produzione artigianale e degli scambi commerciali tra il VI e il V secolo a.C. La sala 2 è dedicata alle attività didattiche e alla proiezione di filmati legati alla storia della colonia, in particolare sulla ricostruzione delle vicende della battaglia di Imera del 480 a.C. La sala 3 è dedicata alle tipologie funerarie della necropoli ovest, ripercorrendo le modalità funerarie della colonia nel corso della sua vita con particolare riguardo alle fosse comuni e dei cavalli delle due battaglie di Imera del 480 a.C. e del 409 a.C. La sala 4 è incentrata sulla storia delle campagne di scavo del tempio della Vittoria e della vita della colonia a partire dalla fondazione del tempio e successivamente anche alle fasi medievale e moderna. La sala 5 ripercorre la tematica templare dal punto di vista storico e architettonico in chiave didattica, custodendo al suo interno il plastico ricostruttivo del tempio in scala 1:40. Infine la sala 6 raggiungibile all'esterno si connette al mulino prospiciente il museo ed è dedicata alla storia contadina e moderna dell'area.